# Myrmicini
Myrmicini là một tông kiến trong phân họ Myrmicinae. Tên của tông này có cách đọc rất giống với Myrmecinini (cũng thuộc phân họ Myrmicinae) và Myrmeciini thuộc phân họ Myrmeciinae. Khi tông Myrmicini được viết là Myrmica, thì của Myrmecini là Myrmecia và của Myrmecinini là Myrmecina.

## Các giống
- Eutetramorium Emery, 1899
- Huberia Forel, 1890
- Hylomyrma Forel, 1912
- Malagidris Bolton & Fisher, 2014
- Manica Jurine, 1807
- Myrmica Latreille, 1804
- Myrmisaraka Bolton & Fisher, 2014
- †Plesiomyrmex Dlussky & Radchenko, 2009
- Pogonomyrmex Mayr, 1868
- †Protomyrmica Dlussky & Radchenko, 2009
- Royidris Bolton & Fisher, 2014
- Secostruma Bolton, 1988
- Vitsika Bolton & Fisher, 2014